# La Grimaudière
La Grimaudière är en kommun i departementet Vienne i regionen Nouvelle-Aquitaine i västra Frankrike. Kommunen ligger i kantonen Moncontour som tillhör arrondissementet Châtellerault. År 2022 hade La Grimaudière 396 invånare.

## Befolkningsutveckling
Antalet invånare i kommunen La Grimaudière
| Referens: INSEE |